# Gérard (évêque d'Évreux)
Pour les articles homonymes, voir Gérard.
Gérard ou Gérald (Giraldus) est un évêque d'Évreux.

## Biographie
On connaît peu de choses de cet évêque. Il est su qu'il assiste à la translation des reliques de saint Ouen en 988 à Rouen en présence du duc Richard Ier, d'Hugues, archevêque de Rouen, des évêques de Lisieux et Bayeux et des abbés de Saint-Ouen de Rouen, du Mont-Saint-Michel et de Saint-Taurin d'Évreux. Il est présent aux côtés de Robert, archevêque de Rouen, dans le diplôme de restauration de Fécamp le 15 juin 990. En 1006, il souscrit à une charte du duc Richard II en faveur de l'abbaye de Fécamp. Il meurt après 1006.